# Мелководное (озеро)
Мелково́дное (Виркинселькя) — озеро на Карельском перешейке в Выборгском районе Ленинградской области.
В северную часть озера впадает река Лазурная, несущая воды из озёр Сточного, Сысоевского, Большого Богородского и Мысового. Из южной части Мелководного вытекает протока Кивистёнсалми, впадающая в озеро Луговое, из которого вытекает безымянная протока, втекающая в реку Вуоксу.
На территории вокруг озёр Мелководного и Лугового образован Государственный природный зоологический заказник «Озеро Мелководное», предметом охраны которого являются «гнездовья водоплавающих птиц во время весенних и осенних миграций, нерестилища промысловых рыб: лещ, судак, налим, плотва, редкие виды растений и животных»